# José Naya
José Naya Varela (ur. 25 lipca 1896 w Montevideo, zm. 29 stycznia 1977) – urugwajski piłkarz, złoty medalista z Igrzysk Olimpijskich 1924.
Zawodnik był w kadrze reprezentacji Urugwaju, która zdobyła złoty medal w turnieju piłkarskim na Igrzyskach Olimpijskich 1924. Naya wystąpił w dwóch z pięciu spotkań, jakie Urugwaj rozegrał na tym turnieju: w meczu 1/8 finału ze Stanami Zjednoczonymi (3:0) oraz w ćwierćfinale przeciwko Francji (5:1). W swojej karierze klubowej piłkarz reprezentował zespół Liverpool FC Montevideo.